# Акустические течения
Акустические течения (акустический или звуковой ветер) — вихревые течения, возникающие в интенсивном звуковом поле в жидкостях и газах. Возникают, главным образом, при неоднородностях поля и вблизи препятствий на пути звуковой волны. Одним из первых акустические течения описал Рэлей в опыте с резонатором Гельмгольца: камертон, звучащий перед резонатором, создаёт у его противоположенного конца ветер, способный задуть пламя свечи.
Природа акустических течений объясняется законом сохранения импульса. Звуковая волна, проходящая через среду, несёт в себе импульс, который постепенно передаётся частицам среды, вызывая их упорядоченное движение. Скорость акустических течений зависит от интенсивности звука и вязкости среды.
Различают течения в свободном неоднородном звуковом поле, течения в стоячих волнах и течения в пограничном слое вблизи препятствий.
Когда начинает работать источник звука, акустические течения возникают не сразу, а постепенно, усиливаясь до тех пор, пока позволяет вязкость среды. Возникающие при этом вихри могут привести к рассеянию звука и искажению звукового поля, что создаёт проблемы при измерениях (например, с помощью диска Рэлея).
Акустические течения имеют полезные применения. Например, их можно использовать в насосах, работающих в агрессивных средах. Они ускорят процессы массо- и теплопередачи через поверхности, создающие препятствия в звуковом поле. Акустические течения — один из эффектов, используемый при ультразвуковой очистке.